# Tornado de Joplin de 2011
El tornado de Joplin de 2011 fue parte de la oleada de tornados de mayo de 2011 en Estados Unidos, que comenzó alrededor de las 17:36 CDT (22:36 UTC) del 22 de mayo cerca de la frontera de Kansas en una pequeña área ciclónica de baja intensidad, pero que se intensificó rápidamente y se trasladó hacia el este a través de la ciudad de Joplin con mucha rapidez y fuerza, y luego a través de la carretera interestatal 44 hacia zonas rurales de los condados de Newton y Lawrence.
El tornado de vórtices múltiples alcanzó un diámetro estimado de 1.6 km al atravesar la ciudad de Joplin. Muchas viviendas y negocios fueron destruidos, especialmente en el área entre las calles 13 y 32, en el sur de la ciudad.

## Consecuencias

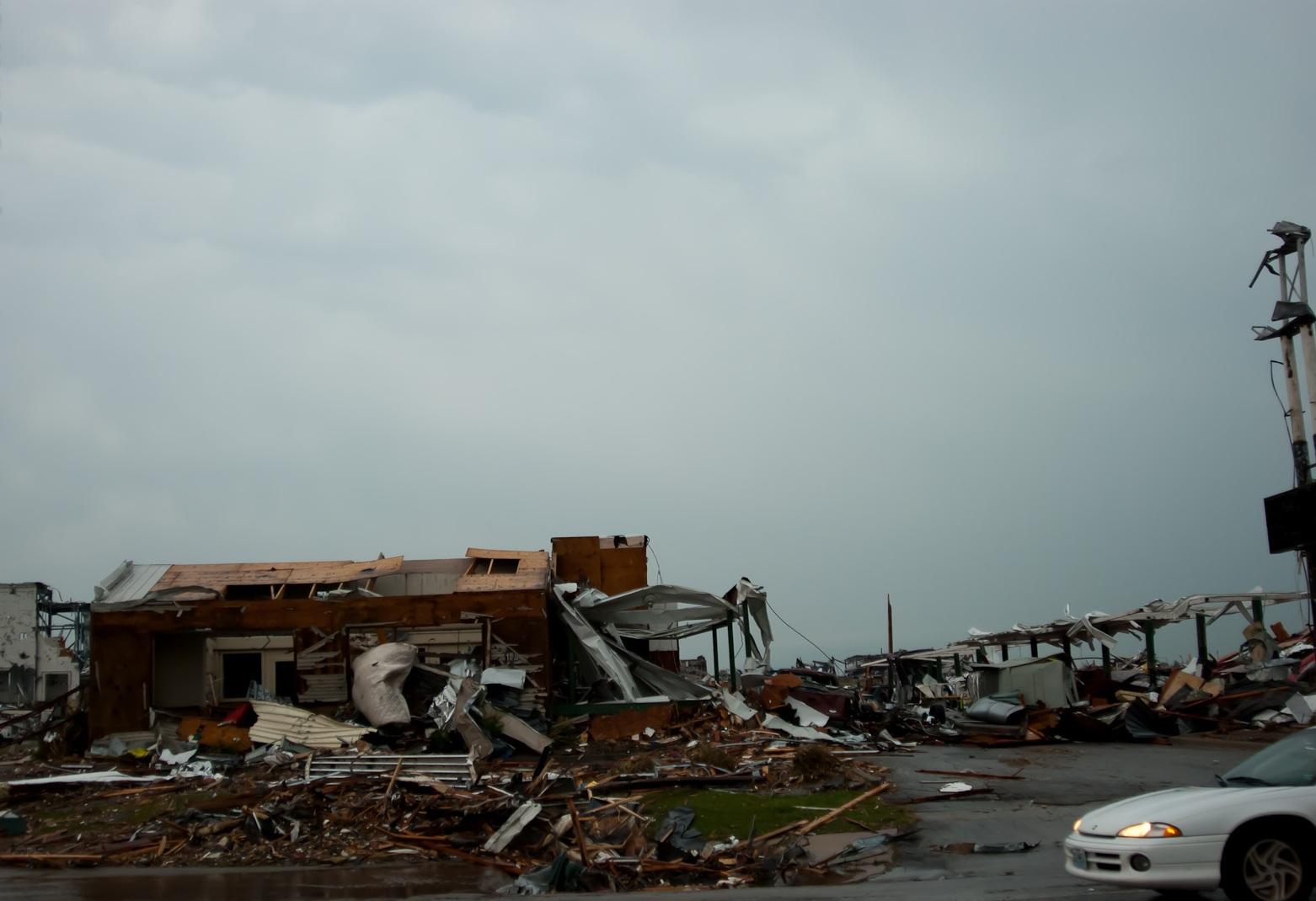
Daños en Joplin un día después del tornado.

El 23 de mayo comenzó una evaluación preliminar de los daños producidos a cargo de la oficina del Servicio Meteorológico Nacional en Springfield (Misuri). Esta evaluación confirmó la clasificación del tornado al menos como nivel EF4. Los informes de daños sobrevinientes podrían llevar el desastre a clasificación EF5, si se encuentran evidencias suficiente de velocidades del viento mayores.
Declaraciones de testigos en el lugar recogidos por medios periodísticos hablan de "un 30% de la ciudad destruida".

### Víctimas
El Servicio estatal de emergencias de Misuri confirmaron que 162 personas murieron, entre ellas el joven youtuber Will Norton, quien fue "succionado" literalmente de su camioneta a través del sunroof. También dejó un total de 1150 personas heridas. Este sería el tornado más mortífero desde el tornado de 1947 en Woodward, Oklahoma, y el séptimo tornado más letal en la historia de los Estados Unidos Este también sería el primer tornado desde el tornado de 1953 de Flint, Míchigan, en tener más de 100 personas muertas. El daño fue comparable al del tornado de Tuscaloosa, Alabama, el 27 de abril de 2011, el cual mató a 64 personas durante su paso.

## Respuesta oficial
El gobernador de Misuri, Jay Nixon declaró el estado de emergencia en el área de Joplin a poco de acontecer el tornado, y envió tropas de la guardia nacional estatal a la ciudad.